# István váci püspök
István valószínűleg nem létező magyar katolikus főpap. Gams szerint 1102-től töltötte be a váci püspöki tisztet – Áron (1075) és Marcellus (1111) között – azonban a 20. századi összeállítások már nem említik, továbbá A váci egyházmegye történeti névtára is tagadja létezését. „1075-től 1103-ig egy okmányban sem találjuk a váczi püspök nevét; hanem Schematismusaink (Desericius nyomán) Istvánt, Róka János pedig Istvánt és Györgyöt mondja váczi püspököknek”